# آکشای کانا
آکشای کانا با خانا (انگلیسی: Akshaye Khanna؛ زادهٔ ۲۸ مارس ۱۹۷۵) یک هنرپیشه اهل کشور هند است. وی از سال ۱۹۹۷ میلادی تاکنون مشغول فعالیت بوده‌است. از فیلم‌هایی که وی در آن نقش داشته‌است می‌توان به دیوار اشاره کرد.
او فرزند وینود کانا هنرپیشه و سیاست‌مدار فقید هند است.

## جوایز
وی همچنین برنده جوایزی همچون جوایز فیلم‌فیر شده‌است.

## فیلم‌شناسی
فهرست برخی از فیلم‌هایی که آکشای کانا در آن‌ها به ایفای نقش پرداخته‌است:
- دیوار
- مسابقه
- مرز
- سفر به دهلی
- تیز مارخان
- ۳۶ محله چینی‌ها
- جنجال
- دیوار
- خواسته دل
- مشکلی نیست
- نوشیدنی
- ریتم
- بیا برگردیم
- دیوانگی
- خشم
- اتفاق
- به خاطر شما
- محبت
- بیا برقصیم
- گاندی، پدر من
- میان‌بر
- مامان
- همراز
- نقاب
- پدر جان اول شما
- تصادف نخست‌وزیر
- پسر هیمالیا
- طبیعت
- بخش ۳۷۵
- بی‌نام و نشان
- قبل از عروسی
- هنگامه
- هنگامه ۲
- برای ازدواج آماده شوید
- همه‌جا دزد هست
- ظاهر فریبنده ۲ (۲۰۲۲)